# Calabasas Highlands
Calabasas Highlands es un área no incorporada ubicada en el condado de Los Ángeles en el estado estadounidense de California.

## Geografía
Calabasas Highlands se encuentra ubicada en las coordenadas 34°7′51″N 118°38′43″O / 34.13083, -118.64528.